# Exorista glossatorum
Exorista glossatorum là một loài ruồi trong họ Tachinidae.